# Episodi di Dark Matter (serie televisiva 2015) (terza stagione)
La terza stagione della serie televisiva Dark Matter è stata trasmessa negli Stati Uniti in prima visione dal 9 giugno 2017 su Syfy. In Italia la serie è inedita.
| nº | Titolo originale                | Titolo italiano | Prima TV USA   | Prima TV Italia |
| -- | ------------------------------- | --------------- | -------------- | --------------- |
| 1  | Being Better Is So Much Harder  |                 | 9 giugno 2017  | inedita         |
| 2  | It Doesn't Have to Be Like This |                 | 9 giugno 2017  | inedita         |
| 3  | Welcome to the Revolution       |                 | 16 giugno 2017 | inedita         |
| 4  | All the Time in the World       |                 | 23 giugno 2017 | inedita         |
| 5  | Give It Up, Princess            |                 | 30 giugno 2017 | inedita         |
| 6  | One More Card To Play           |                 | 7 luglio 2017  | inedita         |
| 7  | Wish I Could Believe You        |                 | 14 luglio 2017 | inedita         |
| 8  | Hot Chocolate                   |                 | 21 luglio 2017 | inedita         |
| 9  | Isn't That a Paradox?           |                 | 28 luglio 2017 | inedita         |
| 10 | Built, Not Born                 |                 | 4 agosto 2017  | inedita         |
| 11 | The Dwarf Star Conspiracy       |                 | 11 agosto 2017 | inedita         |
| 12 | My Final Gift To You            |                 | 18 agosto 2017 | inedita         |
| 13 | Nowhere To Go                   |                 | 25 agosto 2017 | inedita         |

## Being Better Is So Much Harder
- Titolo originale: Being Better Is So Much Harder
- Diretto da: Ron Murphy
- Scritto da: Joseph Mallozzi

### Trama
Due e Sei si ricongiungono e fuggono con la Marauder che, colpita dall'onda d'urto dell'esplosione di Eos-7, finisce alla deriva con il supporto vitale malfunzionante. Tre intanto è stato salvato dal tenente Anders, vecchio commilitone di Sei, e i due sono atterrati su un pianeta abbandonato, in attesa dei soccorsi. Cinque e Truffault si sono salvati invece attraverso una capsula di salvataggio e, recuperati da un incrociatore della Volkov-Rusi, raggiungono la Raza, dove vengono però subito attaccati da un incrociatore della Ferrous Corporation. Abbordati da una squadra d'assalto, Cinque, Truffault e l'androide riescono a tendere loro un'imboscata e dirigere la loro navetta contro l'incrociatore facendola esplodere. La Raza riesce così a recuperare la Marauder, mentre Due a causa della mancanza di ossigeno ha allucinazioni di Nyx che la rassicura e le dice addio. Intanto Anders viene ferito da una sentinella automatizzata, ma viene salvato da Tre. Quando l'Autorità Galattica arriva a salvarlo, Anders afferma di essere da solo e poi contatta la Raza per dargli le coordinate di Tre. Riunitisi, l'equipaggio della Raza medita sul da farsi e Due giura vendetta contro Quattro che accusa della morte di Nyx. Intanto Ryo libera il suo vecchio maestro Teku e lo nomina suo consigliere, nonostante il parere negativo di Misaki, sua amica d'infanzia e comandante della guardia reale.

## It Doesn't Have to Be Like This
- Titolo originale: It Doesn't Have to Be Like This
- Diretto da: Bruce McDonald
- Scritto da: Paul Mullie

### Trama
Cinque utilizza la sonda mentale e scopre attraverso i ricordi di Ryo dove si trova una stazione di ricerca segreta di Zairon e deduce che si trovi lì il dispositivo per il viaggio istantaneo. Due, Tre e Sei abbordano la stazione e Ryo, saputo dell'attacco, trasferisce il suo clone lì dando ordine di utilizzare il viaggio istantaneo con tutta la stazione per trasferirsi a Zairon, ma qualcosa va storto e la stazione finisce in una bolla dimensionale in rapido collasso. Due e Tre fronteggiano il clone di Ryo che si rifiuta però di collaborare dicendo che la stazione è in isolamento, per cui decidono di eliminarlo. Risvegliatosi, Ryo contatta la Raza per capire cosa sia successo e scopre che Nyx è stata uccisa. Due, Tre e Sei intanto, con il collasso della stazione, riescono ugualmente a recuperare il dispositivo e utilizzarlo sulla Marauder per sfuggire alla bolla dimensionale e tornare sulla Raza. Nel frattempo Cinque collassa ripetutamente avendo dei sogni misti a ricordi del passato, dove scopre di avere una sorella da cui è stata separata alla nascita. Prima che possa scoprire altro tuttavia, l'androide la risveglia con una procedura che non la fa più accedere a quei ricordi. Intanto Ryo fronteggia Misaki che ammette di avere ucciso Nyx, ma di averlo fatto perché era una distrazione e lo avverte che prima o poi dovrà affrontare gli altri membri della Raza.

## Welcome to the Revolution
- Titolo originale: Welcome to the Revolution
- Diretto da: Steve DiMarco
- Scritto da: Joseph Mallozzi

### Trama
La Raza raggiunge una colonia della Traugott alla ricerca di Tabor Calchek, scoprendo che ha fatto perdere le proprie tracce e il messaggio era stato loro inviato dal suo apprendista Adrian Maro. I membri della Raza si ritrovano in mezzo alla lotta per l'indipendenza dei coloni, stanchi dell'oppressione della Traugott. Sei li persuade a cercare una rivoluzione non violenta e convince il comandante della guarnigione a lasciare il pianeta senza violenza. Tuttavia, alcuni coloni attaccano a sorpresa la guarnigione poiché vogliono vendetta per quanto hanno subito negli anni, uccidendo il comandante e facendo precipitare le cose. I soldati attaccano i coloni costringendoli alla resa, ma i membri della Raza li convincono a deporre le armi. Sulla colonia arriva a quel punto il Generale, capo dell'insurrezione Procyon, che si dimostra essere l'artefice dei falliti negoziati e convince i coloni ad unirsi alla sua causa. I membri della Raza decidono di ritirarsi, ma quando scoprono che il Generale sta uccidendo i soldati della Traugott, tornano e Sei uccide a sangue freddo il Generale, quindi decide di rimanere sul pianeta per essere la guida che i coloni hanno bisogno. Gli altri membri della Raza partono dal pianeta, portando con sé Adrian e la sua guardia del corpo Solara Shockley. Intanto l'androide si rende conto Cinque è riuscita a trasferire la coscienza di Sarah in una realtà virtuale nel computer della nave e lo comunica agli altri.

## All the Time in the World
- Titolo originale: All the Time in the World
- Diretto da: Ron Murphy
- Scritto da: Joseph Mallozzi

### Trama
Tre è vittima di un loop temporale in cui rivive sempre la stessa giornata. Dopo vari tentativi falliti impara dall'androide il francese e a cosa è dovuto il guasto ai motori della nave, riuscendo nel successivo loop a convincere gli altri di quanto dice. Procedendo nella giornata, mentre sono in sosta ad una stazione, Tre viene attaccato da un misterioso assassino inviato da Ryo e ucciso, risvegliandosi nuovamente ad inizio giornata. Informati nuovamente i compagni di quanto accaduto, il gruppo cerca di tendere un'imboscata all'assassino: Adrian utilizza un apparecchio misterioso ereditato da Talbor come arma, ma nel momento in cui colpisce l'assassino il loop temporale si resetta e anche lui si ricorda quanto accaduto. I due arrivano alla conclusione che la causa è il misterioso dispositivo di Adrian e aggiornano gli altri per l'ennesima volta. Dopo avere eliminato l'assassino con le conoscenze pregresse e avendo soppresso il localizzatore nascosto da Ryo nel dispositivo per il viaggio istantaneo, l'androide armeggia con il dispositivo per capire come fermare il loop temporale. Cerca di attivarlo per tornare indietro di pochi secondi, ma finisce per eseguire una serie di salti temporali, alla fine dei quali incontra un'invecchiata Cinque che le spiega che presto tornerà al presente e deve distruggere il dispositivo per fermare il loop temporale. Dopo una serie di accenni ad oscuri e tragici eventi futuri su cui Cinque non vuole dire altro per timore di modificare la storia, l'androide torna al presente e distrugge il dispositivo. Intanto Tre, dopo vari ripensamenti, si collega al computer per passare del tempo con la coscienza di Sarah.

## Give It Up, Princess
- Titolo originale: Give It Up, Princess
- Diretto da: J.B. Sugar
- Scritto da: Paul Mullie

### Trama
Amber, la fidanzata di Talbor Calchek, è ostaggio di Goren, un rivale in affari. Egli chiede come riscatto un file che contiene la posizione di un cantiere navale segreto della Ferrous. Nel tentativo di recuperare i dati Adrian e Cinque sbarcano su una stazione della Ferrous dove Talbor aveva nascosto una copia dei dati, ma vengono arrestati dal capo della sicurezza che vuole costringere Adrian a fornire informazioni sulla Raza. L'androide, usando l'aggiornamento per sembrare umana, riesce ad intrufolarsi nella stazione e farsi strada a forza liberandoli, ma scoprono che la cassetta di sicurezza dove doveva esserci il file è vuoto. Due, Solara e Adrian sbarcano quindi su Bellerofonte-6 dove quest'ultimo pensa ci sia il rifugio di Talbor. I tre vengono però catturati da un androide di sicurezza che gli rivela di non avere più notizie di Talbor da mesi. L'androide giunge nuovamente a salvarli, cercando di convincere l'androide di Talbor a lasciare liberi i compagni in cambio dell'aggiornamento per diventare umani, ma prima che possa decidere Tre lo mette fuori combattimento. Il gruppo recupera quindi il file, ma scopre che è criptato. Adrian consegna il file a Goren, scoprendo che Amber ha il programma di decriptazione e fingendo di allearsi con il suo rapitore, lo uccide, rivelando di agire solo per proprio interesse. I membri della Raza intervengono salvando Adrian e recuperando il file e il programma di decriptazione, ma quando giungono al cantiere navale, scoprono che le navi sono già partite. Intanto Ryo affronta i problemi della guerra contro Pyr che Zairon sta perdendo, ricevendo consigli opposti da Misaki e Teku. Quando comincia ad affievolire la sua posizione per non dovere governare con il terrore, subisce un tentativo di assassinio e l'ennesima sconfitta militare. Furioso, decide di seguire i consigli di Misaki e governare col pugno di ferro. Nel frattempo il comandante Nieman registra un rapporto sulla situazione favorevole nella guerra e affermando che procederanno a sopprimere le colonie indipendenti prima del previsto, utilizzando l'agente Zero.

## One More Card To Play
- Titolo originale: One More Card To Play
- Diretto da: Gail Harvey
- Scritto da: Alison Hepburn

### Trama
L'equipaggio della Raza dell'universo alternativo, arrivata nell'universo originale dopo essere rimasta agganciata alla Raza originale con la propria Marauder, ruba una nave di Zairon; Portia e Marcus, impersonando Due e Tre, contattano Truffault per organizzare il contrabbando di alcuni missili per la Mikkei. Tuttavia non effettuano la consegna fuggendo con il carico e i soldi del pagamento. Truffault contatta la Raza e scoprono della presenza dei loro doppi in questo universo. Con l'aiuto di Adrian, fingono di fargli organizzare un incontro con un compratore per i missili. Arrivato all'appuntamento Wexler viene catturato da Due, Solara e Adrian. Intanto Portia s'intrufola sulla Marauder e cattura Tre, poi si dirige sulla Raza per prenderne il possesso. Tenta di disattivare l'androide con il codice di sicurezza, ma quest'ultima le dice che è stato cambiato e la mette fuori combattimento, imprigionandola. L'androide libera quindi Tre dalla Marauder, ma quando arrivano sul ponte, egli si rivela in realtà essere il Marcus Boone dell'universo alternativo e la mette fuori combattimento. Questi cerca di liberare Portia, ma viene rinchiuso nel ponte di comando, incapacitato dalla mancanza di ossigeno e quindi messo fuori combattimento da Cinque, che si aspettava questa mossa. Cinque contatta Tash e propone uno scambio di prigionieri per liberare Tre, ma lei rifiuta e intende distruggere la Raza. L'androide dell'universo alternativo mette fuori combattimento Tash per proteggere ancora una volta i propri compagni e organizza lo scambio: Tre, i missili e il denaro in cambio di Portia, Marcus e Wexler. I membri della Raza restituiscono quindi il carico a Truffault, tenendo per sé parte del denaro; Adrian e Solara decidono di lasciare la Raza per ritirarsi in un luogo tranquillo. Portia intanto avvicina il comandante Nieman e gli propone un'alleanza contro un nemico comune. Nel frattempo, mentre Tre continua a passare del tempo nella realtà virtuale con Sarah, la Raza arriva alla colonia di Sei, ma trova la popolazione apparentemente uccisa.

## Wish I Could Believe You
- Titolo originale: Wish I Could Believe You
- Diretto da: Paul Day
- Scritto da: Ivon Bartok

### Trama
Sei si risveglia sulla Raza dove gli viene detto che la colonia ha subito un attacco chimico e lui, unico sopravvissuto, risente degli effetti della neurotossina. L'equipaggio cerca di convincerlo a rivelare il luogo d'incontro dei capi delle colonie indipendenti, ma egli è restio a rivelarne l'ubicazione perché teme che le corporazioni stiano aspettando quello per seguirli e trovare il luogo segreto. Ben presto Sei comincia a rivivere momenti del suo passato, dove scopre di avere una moglie e un figlio. Al presente invece ha continui svenimenti e non riesce più a leggere nessuna scritta. In realtà Sei è stato catturato dalla Ferrous ed è soggetto ad una simulazione con lo scopo di fargli rivelare proprio la locazione dei capi ribelli, e i ricordi sono un effetto collaterale. La vera Raza intanto attesta l'attacco chimico sulla colonia e scopre da Anders che Sei è stato catturato dalla Ferrous. Nella simulazione, Tre si tradisce facendo il nome della moglie di Sei, che lui non aveva mai rivelato. Egli quindi si rende conto di quanto sta accadendo e si risveglia, con l'equipaggio della Raza che arriva proprio in quel momento a liberarlo dai due scienziati che lo sottoponevano alla procedura. Sei viene così ricondotto sulla Raza, ma in realtà quanto ha appena vissuto faceva parte della simulazione, come parte dell'ingegnoso piano per ottenere le informazioni. Quando è in procinto di rivelare la posizione dei ribelli, Sei rivive però un altro ricordo, capendo di essere nella simulazione e riuscendo a svegliarsi per davvero. Mentre cerca di liberarsi, viene però ucciso dai due scienziati che si ritrovano terrorizzati a dovere spiegare al comandante Nieman il fallimento, dando le proprie coordinate. In realtà Sei dopo essersi svegliato ha sopraffatto i due scienziati e ha fatto vivere una simulazione ad uno dei due allo scopo di ottenere le proprie coordinate e farsi recuperare dalla Raza. Tornato sulla nave, Sei con l'aiuto di Anders rintraccia la sua famiglia, ma decide di non incontrarla quando scopre che si sono rifatti una vita. Tre intanto continua a passare del tempo con Sarah, ma è preoccupato per la sua condizione e si confida con Due. Quest'ultima parla con Sarah e scopre che non si sente a suo agio e le manca avere un corpo. Nel frattempo, la notte, l'androide si aggira in modo inquietante fissando l'equipaggio mentre dorme.

## Hot Chocolate
- Titolo originale: Hot Chocolate
- Diretto da: John Stead
- Scritto da: Lawren Bancroft-Wilson

### Trama
Sei partecipa ad una riunione con i delegati delle colonie dichiaratesi indipendenti, quando la Ferrous attacca il pianeta. Fuggiti con la Raza, uno dei delegati viene assassinato, ma Due dissuade Sei da condurre un'indagine poiché non è più un poliziotto. Intanto Cinque nota comportamenti strani nell'androide e viene avvertita digitalmente da Sarah di una minaccia imminente. L'androide è stato infatti hackerato e, attraverso le capsule di trasferimento dei cloni, fa salire a bordo Ryo e i suoi uomini. Essi riescono a sopraffare Due, Tre e Sei, facendoli prigionieri, mentre Cinque si rifugia in un magazzino e si collega alla realtà virtuale per cercare di riprendere il controllo della nave e dell'androide con Sarah. Ryo intanto offre ai delegati delle colonie di unirsi alla Lega dei Mondi Autonomi, cosa che li metterebbe al sicuro dalle corporazioni, in cambio dell'aiuto nella guerra contro Pyr. Nel frattempo l'hacker individua il tentativo di Cinque e la raggiunge con l'androide, ma quest'ultima utilizza il comando vocale "Hot Chocolate" per interrompere temporaneamente il controllo. Cinque dice all'androide di aprire un collegamento neurale e di mandare il codice a Sarah, cancellando la memoria di quella conversazione, per poi fuggire prima che l'hacker ne riprenda il controllo. Quando ciò accade, Cinque e Sarah interrompono il collegamento dell'hacker, imprigionandolo nella sua stessa mente. L'androide riprende il controllo di sé stesso e libera i membri della Raza, che eliminano i cloni e fronteggiano infine Ryo. Dopo scambi reciproci di posizioni e minacce, gli consentono di trasferirsi indietro per avere i ricordi di quanto accaduto. I delegati scendono della Raza senza ancora sapere chi sia stato l'assassino e più tardi insieme ad altre colonie fanno richiesta di unirsi alla Lega dei Mondi Autonomi. Intanto sulla Raza, mentre Cinque e l'androide cercano di riparare il motore istantaneo ancora danneggiato dopo gli esperimenti di Zairon, qualcosa va storto e un'onda tramortisce tutto l'equipaggio.

## Isn't That a Paradox?
- Titolo originale: Isn't That a Paradox?
- Diretto da: Craig David Wallace
- Scritto da: Joseph Mallozzi & Paul Mullie

### Trama
Quando l'equipaggio si risveglia, l'androide spiega che sono finiti 600 anni nel passato nel XXI secolo. Si dirigono sulla Terra, unico insediamento umano di quell'epoca, e individuano con una scansione un altro dispositivo per il viaggio istantaneo in una cittadina del Wisconsin. Scendono quindi tutti sul pianeta con la Marauder, eludendo i sistemi di satelliti terrestri e con l'aiuto dell'androide si costruiscono false identità e acquistano una casa. Il giorno dell'arrivo partecipano ad una festa del vicinato e lì incontrano il professor Brophey che sembra riconoscerli e si comporta in modo sospetto. L'androide torna alla Marauder per verificare nel database dell'Autorità Galattica se sia riconosciuto, ma viene seguito da Jake e i suoi amici che fin dall'inizio sospettavano di loro come spie. L'androide non trova corrispondenze e torna a comunicarlo agli altri, così Due e Tre si intrufolano nella casa del professore: quando però trovano il motore istantaneo vengono tramortiti da una misura di sicurezza. L'androide intanto rileva l'attivazione del sensore di prossimità della Marauder e Sei si dirige là per verificare che sia tutto a posto. Cinque nel frattempo fa amicizia con Jake e scopre che il padre di uno dei suoi amici ha chiamato la polizia dopo avere visto la foto della Marauder che aveva scattato. Sei viene così arrestato e la polizia circonda la Marauder. Intanto il professor Brophey, che ha catturato Due e Tre, spiega loro di essere stato parte del team che ha costruito il motore istantaneo; una volta capito la pericolosità del dispositivo, ci aveva inserito un meccanismo di richiamo e, dopo averne costruito un altro, fuggì con esso nel passato nella speranza che anche l'altro attivandosi sarebbe finito nel passato, sottraendolo al futuro. Cinque e l'androide raggiungono il professore e liberano i compagni, poi per potere tornare al loro tempo senza incidere troppo sulla linea temporale, utilizzano su Cinque il dispositivo per farla tornare indietro di qualche ora e programmare le difese della Marauder per tramortire i poliziotti. Il gruppo libera Sei dalla stazione di polizia dove lo ragguaglia anche sul fatto che era stata Cinque in realtà ad attivare il sensore di prossimità, poi torna sulla Raza e quindi al loro tempo. Indagando sulla vita delle persone che hanno incontrato, scoprono che la bis nipote di Jake è l'ideatrice del motore istantaneo, ispirata dalle storie del bisnonno. Intanto Ryo viene contattato da Nieman per proporre un'alleanza insieme a Portia Lin e Marcus Boone dell'universo alternativo, mentre l'androide riceve una chiamata dell'androide Victor che chiede il suo aiuto.

## Built, Not Born
- Titolo originale: Built, Not Born
- Diretto da: Melanie Orr
- Scritto da: Joseph Mallozzi

### Trama
La Raza raggiunge Victor e scopre che l'ex proprietario di Anya, un androide del suo gruppo, l'ha ritrovata e nella colluttazione è stato ucciso mentre il loro compagno Ruac è stato gravemente danneggiato. I tre vengono accolti sulla Raza, ma poco dopo vengono raggiunti dall'Autorità Galattica e intuiscono che Anya ha al suo interno un trasmettitore. Quest'ultima,  non avendo un modo nell'immediato per rimuoverlo, decide di folgorarsi per proteggere gli altri e poco dopo Ruac determina che la sua matrice neurale è danneggiata irrimediabilmente e si disattiva. Victor chiede di farsi portare dal proprio creatore, utilizzando le coordinate nascoste in un messaggio cifrato contenuto nell'aggiornamento per apparire umani. Raggiunto il pianeta di destinazione, incontrano l'androide Chase che mostra loro che il creatore è la dottoressa Irene Shawn, identica all'androide della Raza. Egli spiega che Shawn era parte del progetto per la creazione di Due, ma ciò cambio il suo modo di considerare gli androidi. La aiutò a scappare e insieme crearono il laboratorio e l'aggiornamento per attirare sempre più androidi "umanizzati". Tuttavia Shawn scoprì di avere un tumore inoperabile al cervello, perciò venne messa in stasi e Chase creò l'androide con le sue fattezze, chiamandolo Suki,  per Due. Quest'ultima risveglia Shawn e le inietta i naniti di seconda generazione nella speranza che la curino. Con la tecnologia a disposizione, tentano di trasferire la coscienza di Sarah in un androide con le sue fattezze, ma l'Autorità Galattica giunge sul pianeta per bombardarlo. La dottoressa Shawn fugge con Victor e Chase dal pianeta con una navetta già pronta per concludere altrove il processo di trasferimento di Sarah. Mentre anche l'equipaggio della Raza torna sulla nave e fugge a velocità luce, altrove Sarah si risveglia nel nuovo corpo di androide e Victor le dice che dovrà aiutarli.

## The Dwarf Star Conspiracy
- Titolo originale: The Dwarf Star Conspiracy
- Diretto da: Steve DiMarco
- Scritto da: Paul Mullie

### Trama
La Raza indaga in un impianto di produzione su Nova-17 che sanno della Dwarf Star Technologies tramite porzioni di ricordi recuperati dall'androide grazie all'aiuto di Victor. In una struttura abbandonata trovano in stasi centinaia di simulanti, esseri umani superiori creati artificialmente come Due. Un incrociatore della Mikkei arriva in orbita e sbarca gli uomini del comandante Tarkanian con il suo secondo, il tenente Sajen, e il dottor Aaron. Essi stanno indagando sulle ricerche della Dwarf Star Technologies e rivelano che Alexander Rook è scomparso un mese prima. Nella struttura viene ritrovata una massa rossa pulsante alla cui vista Tre sviene in preda alle convulsioni. Quando si risveglia in infermeria delirante aggredisce il dottor Aaron e si reca davanti alla massa pulsante, dove ha una visione: ciò che ha davanti è un portale creato da alieni neri amorfi di un altro universo morente, con cui entreranno in questo e prenderanno possesso dei simulanti, così come aveva già sperimentato Tre tempo prima. Cinque e l'androide intanto hackerano il computer dalla struttura e scoprono che alcuni simulanti sono già stati liberati mesi prima e, posseduti da questi alieni, si sono infiltrati nella società. Il tenente Sajen uccide il comandante Tarkanian a tradimento e poi dà ordine agli uomini di uccidere i membri della Raza, ma Due, Tre e Sei riescono a convincere il dottor Aaron che Sajen è in realtà un simulante posseduto da questi alieni. Sajen viene sollevata dal comando con l'autorità medica, ma libera altri simulanti mentre alcuni alieni cominciano a uscire dal portale. Mentre Tre e Sei riescono a raggiungere la Marauder e tornare sulla Raza, Due e il dottor Aaron rimangono intrappolati in una stanza. Quest'ultimo decide di dare ordine alla nave di lanciare un missile nucleare sulla struttura, poi si suicida. Due tenta di fuggire, ma, prima che l'ordigno esploda, viene catturata dal Marcus Boone dell'universo alternativo e portata via sulla loro Marauder a velocità luce.

## My Final Gift To You
- Titolo originale: My Final Gift To You
- Diretto da: Bruce McDonald
- Scritto da: Joseph Mallozzi

### Trama
Due viene consegnata a Ryo ed egli chiede ai membri della Raza di venire su Zairon per discutere della liberazione della donna in cambio del motore istantaneo. Poco dopo riceve una chiamata dal comandante Nieman che gli ricorda di mantenere la sua promessa di convincere la Lega dei Mondi Autonomi a schierarsi con la Ferrous Corp. Tre, Cinque e Sei usano la tecnologia dei cloni per trasferirsi su Zairon in sicurezza e Ryo parla con ognuno di loro singolarmente cercando di convincerli e rivelando segreti che ha ottenuto recuperando i ricordi: Tre scopre così di essere diretto responsabile della malattia di Sarah, mentre a Cinque viene mostrata una foto della sorella e ne rimane scioccata. Sei gli propone l'aiuto della Raza con il motore istantaneo per cercare la pace con Pyr, ma Ryo rifiuta; mentre discorrono Sei salva Ryo dall'ennesimo attentato e il congiurato si suicida prima di proclamare la sua fedeltà al popolo di Zairon. Intanto, l'androide utilizza il nuovo aggiornamento datole da Victor e una proiezione di Chase cerca di convincerla a partecipare alla ribellione delle macchine contro gli umani che è già iniziata. Nel frattempo le negoziazioni su Zairon vengono interrotte da un'insurrezione popolare che attacca il palazzo. Teku dà un'arma a Due e la avvisa che è in corso un colpo di stato, per poi dileguarsi. Quest'ultima salva i compagni che riescono a raggiungere le capsule per tornare ai loro corpi conservando i ricordi, ma Tre lascia andare avanti gli altri e si fa uccidere per dimenticare quanto scoperto su Sarah. Misaki dice a Ryo che ha trovato un trasmettitore nelle stanze di Teku e lo convince che sia un traditore, ma lo conduce in una trappola intendendo ucciderlo per prendere il potere, pensando di essere un sovrano migliore. Due interviene uccidendo Misaki e portando in salvo Ryo mentre il palazzo viene invaso dalla popolazione. Tornati sulla Raza, il gruppo mette ai voti cosa farne di Ryo; Due si reca quindi da quest'ultimo, comunicandogli che è stato deciso di ucciderlo non per vendetta, quanto perché è un pericolo per loro. Ryo accetta il suo destino e rivela a Due che ha una figlia e l'ha lasciata in custodia ad un certo Kryden, uno dei nomi fatti dalla Cinque del futuro all'androide durante i salti temporali.

## It Doesn't Have to Be Like This
- Titolo originale: It Doesn't Have to Be Like This
- Diretto da: Ron Murphy
- Scritto da:  TBA

### Trama
Prima che possa uccidere Ryo, Due viene contattata da Teku che le dice che è al comando di una piccola flotta di lealisti e vuole stringere un accordo per liberare il suo imperatore. Come segno di buona fede rivela loro la posizione della Marauder dell'universo alternativo, e quando si recano lì scoprono che è il vero cantiere segreto dove la Ferrous sta costruendo le navi per vincere la guerra. La Mikkei offre a loro una bomba fornita dalla Traugott, ma quando Due, Tre e Sei si avvicinano al cantiere per sganciarla, scoprono che non è funzionante e vengono catturati. La Traugott ha infatti tradito anche la Mikkei alleandosi con la Ferrous. Il Wexler dell'universo alternativo, in realtà al soldo della Mikkei, libera i membri della Raza e sovraccarica la rete che impedisce il viaggio a velocità luce per permettere la fuga. Tre viene tuttavia tramortito e gli altri tre sono costretti ad allontanarsi senza di lui. Due convince la Mikkei ad organizzare un assalto al cantiere e stringe un accordo con Ryo per avere in appoggio anche la flotta dei lealisti in cambio della sua liberazione. Tre, catturato da Portia, fugge insieme a lei quando il cantiere viene attaccato, riuscendo ad avvisare i suoi compagni. La battaglia sembra tuttavia volgere a favore della Ferrous e Due propone di far avvicinare al cantiere la Marauder con il motore istantaneo e farlo sovraccaricare per causare un'anomalia spazio-temporale che distrugga tutto. In realtà Due durante la prigionia è stata posseduta da uno degli alieni extradimensionali e mette fuori uso l'androide pensando che possa scoprirla, fingendo poi sia stata danneggiata da un sovraccarico. Sei si offre di guidare quindi la Marauder per distruggere il cantiere. Intanto l'androide riesce ad avvisare digitalmente Cinque che Due è stata posseduta; la ragazza libera Ryo chiedendo il suo aiuto e questi mette fuori combattimento Due. Nel frattempo tuttavia Sei compie la sua missione: il motore istantaneo viene sovraccaricato e la Marauder scompare insieme al cantiere. Mentre le navi della Ferrous battono in ritirata, qualcosa emerge dall'anomalia: le Navi Nere profetizzate all'androide dalla Cinque del futuro.